# 超冪根

実変数のブリング根のグラフ

代数学における実数 a の超冪根（ちょうべきこん、英: ultraradical）あるいはブリング根（ブリングこん、Bring radical）は、ブリング標準形と呼ばれる五次多項式 {\displaystyle x^{5}+x+a=0} の唯一の実数根を言う。エルランド・サミュエル・ブリングが導入した。
複素数 a のブリング根は、上と同じ多項式の任意の根（多価函数として扱う）とするか、何らかの意味で特定した一つの根とするか（この場合、a が実数のときは実数値であり、かつ実数直線の近傍で解析的となる複素函数が定められるようにとるのがふつう）の何れかとする。後者では、四つの分岐点が生じるから、ブリング根をガウス平面全体で連続な一つの函数として定義することはできないし、連続となるような定義域としては四つの分岐切断を除外しなければならない。
ジョージ・ジェラードは、いくつかの五次方程式が冪根および超冪根を用いて閉じた形で解ける（つまり「解の公式」がある）ことを示した（実は任意の五次方程式がこのような形で解ける）。
a の超冪根はしばしば {\textstyle {\sqrt[{*}]{a}}} や {\textstyle {\mathcal {J}}\!{\overline {a}}}と書かれる。本項では a のブリング根を {\textstyle \operatorname {BR} (a)} と書くことにする。これは実変数のとき、奇函数で、単調減少かつ非有界であり、十分大きな a に対する漸近挙動は {\textstyle \operatorname {BR} (a)\sim -a^{1/5}} で与えられる。

## 五次方程式の標準形について
五次方程式の解を直接得ることは難しい。最も一般の形では {\displaystyle x^{5}+a_{4}x^{4}+a_{3}x^{3}+a_{2}x^{2}+a_{1}x+a_{0}=0} と五つの独立した係数を考慮しなければならない。五次方程式の解法として開発された様々な方法において、独立な係数の数を減らすためにチルンハウス変換を用いて、より簡単な形の五次方程式に帰着するという方法が一般的に行われる。

### 主標準形
五次方程式の一般形から、主標準形 (principal quintic form) と呼ばれる三次と四次の項のない形 {\displaystyle y^{5}+c_{2}y^{2}+c_{1}y+c_{0}=0} に簡約することができる。
一般形の方程式と主標準形の方程式の根が、二次のチルンハウス変換 {\displaystyle y_{k}:=x_{k}^{2}+\alpha x_{k}+\beta } で関係付けられると仮定すると、二つの係数 α, β は終結式から、あるいは根の冪和とニュートンの公式を用いて、求めることができる。これは α, β の（一次と二次の）連立方程式を与えることとなり、二組の解の何れかを用いてそれらに対応する三つの係数を持つ主標準形方程式が得られる。
この標準形はフェリックス・クラインによる五次方程式の解法に用いられた。

### ブリング–ジェラード標準形
五次方程式は主標準形よりもさらに単純化することが可能で、二次の項も消去したブリング–ジェラード標準形 (Bring–Jerrard normal form): {\displaystyle v^{5}+d_{1}v+d_{0}=0} が導かれる。
チルンハウスが試みたように、三次のチルンハウス変換とやはり冪和の公式を用いたのではこれは上手く行かないのだが、1796年にブリングは、主標準形の根をブリング–ジェラード標準形の根に結びつける四次のチルンハウス変換 {\displaystyle v_{k}:=y_{k}^{4}+\alpha y_{k}^{3}+\beta y_{k}^{2}+\gamma y_{k}+\delta } を用いることで、問題をうまく回避する方法を発見した。
この四次のチルンハウス変換からくる新たなパラメータによって、ブリングは他のパラメータの次数を下げることに成功し、六つの未知数を含む二次と三次の五つの方程式からなる連立方程式が導かれた。同じ方法を1852年にジェラードも発見しているが、ジェラードはこの分野においてブリングによる既存の結果があることはおそらく知らなかったようである。五次方程式の一般形からこの標準形への完全な変換は MathematicaやMapleのような計算機代数システムを用いれば容易に得られるだろうけれども、これら複雑な変換を経る必要からも分かる通り、得られる式は（特に四次以下の場合の冪根を用いた解と比べて）膨大であり、係数を変数記号とする五次の一般方程式に対するそれは、計算機にとっても多くのストレージを消費するものとなる。
解を係数の代数函数と見なすと、{\displaystyle v^{5}+d_{1}v+d_{0}=0} の解は二つの変数 d1, d0 の函数ということになるが、実はこのブリング–ジェラード標準形はさらに単純な形 {\displaystyle u^{5}-u+a=0} に還元できる（この形は後で用いる）ので、冪根と非常によく似た性質を持つ一変数の代数函数が実際には導かれる。

### ブリオッシ標準形
五次方程式の一径数標準形には、ほかにもブリオッシ標準形 (Brioschi normal form) と呼ばれる形 {\displaystyle w^{5}-10Cw^{3}+45C^{2}w-C^{2}=0} があり、これは有理チルンハウス変換 {\displaystyle w_{k}:={\frac {\lambda +\mu x_{k}}{{\frac {x_{k}^{2}}{C}}-3}}} によって一般形の根とブリオッシ標準形の根が関係付けられるものになっている。二つのパラメータ λ, μ の値はリーマン球面上で定義された多面体函数を用いて導出でき、またそれら値は正二十面体対称性を持つ対象の正四面体対称性を持つ五つの対象への分割に関係がある。
注目すべき点として、このチルンハウス変換は主標準形をブリング–ジェラード標準形にするために用いた複雑な変換と比べればより単純なものとなっていることが挙げられる。

## 級数表示
ブリング根のテイラー展開あるいは超幾何函数を用いた表示は以下のようである。
確認ブリング標準形の方程式 {\textstyle x^{5}+x+a=0} は {\displaystyle x^{5}+x=-a} の形に書くとして、{\textstyle f(x):=x^{5}+x} と置けば所期の根は {\textstyle x:=f^{-1}(-a)} ということになる。
よって {\textstyle f^{-1}} のテイラー級数は f(x) のテイラー級数を逆に解くことで得られる。f のテイラー級数は単純に x + x5 であるから、実際に計算すれば {\displaystyle f^{-1}(a)=\sum _{k=0}^{\infty }{\binom {5k}{k}}{\frac {(-1)^{k}a^{4k+1}}{4k+1}}=a-a^{5}+5a^{9}-35a^{13}+\cdots } となることがわかる（この級数の係数列は、各項の絶対値をとったものが オンライン整数列大辞典の数列 A2294 にある）。級数の
形を見れば（奇数次の項しか出てこないから)
{\displaystyle \operatorname {BR} (a)=f^{-1}(-a)=-a+a^{5}-5a^{9}+35a^{13}+\cdots =-f^{-1}(a)} となり f−1 が奇函数であることが確認できる。またこの級数の収束半径は {\textstyle 4/(5\cdot {\sqrt[{4}]{5}})(\approx 0.53499\dotsc )} である。
超幾何函数を用いれば、ブリング根は {\displaystyle \operatorname {BR} (a)=-a\;{}_{4}F_{3}{\Big (}{\begin{matrix}1/5,\;2/5,\;3/5,\;4/5\\1/2,\;3/4,\;5/4\end{matrix}};\;-5(5a/4)^{4}{\Bigr )}} と書ける。
ちなみに、ラグランジュの反転定理を経由せずともニュートンの二項定理を使えば簡単に上記の級数表示(ブリング根 │a│＜1)を取り出すことが出来る。simpler derivation of bring radical で検索

## 一般五次方程式の解
まず、ブリング–ジェラード標準形の任意の多項式 {\displaystyle x^{5}+px+q} の根はブリング根を用いて {\displaystyle {\sqrt[{4}]{-{\frac {p}{5}}}}\,\operatorname {BR} \!{\Big (}{-{\frac {1}{4}}}{\Bigl (}{-{\frac {5}{p}}}{\Bigr )}^{\frac {5}{4}}q{\Bigr )}} と書けるものとその四つの代数共軛元である。
上で見たように、ブリング–ジェラード標準形への帰着は求根可能な多項式方程式によって記述されていたし、そのためのチルンハウス変換では四次以下の方程式の根を係数とする多項式しか現れていなかったから、したがって、これらの変換を逆にたどることは冪根で解ける多項式の求根という形で実現できるということがわかる。もちろんこのように変換を逆にたどろうとする方法では無関係で余分な解も出てくることになるが、数値的な方法で正しい解を一つ見つけられるならば、その根を平方根・立方根およびブリング根によって書き下すこともできるということだから、したがってそれは一変数の代数函数を用いて書けるという意味で「代数的解」であり、これで五次の一般方程式に対する代数的解法（「解の公式」）が与えられたとみることができる。

## その他の特徴付け
ブリング根の特徴付けはさまざま知られているが、その最初のものは1858年にシャルル・エルミートの手になる楕円モジュラー函数を用いたもので、その後さまざまな数学者が更なる手法を開発している。

### エルミート–クロネッカー–ブリオッシの特徴付け
1858年に、シャルル・エルミートは楕円超越函数を用いた最初の一般五次方程式の解法を発表した（同時期にフランチェスコ・ブリオッシとレオポルト・クロネッカー もまた同値な解法を得ている）。エルミートは、既によく知られていた三次方程式に対する三角函数を用いた解法を一般化する形でこの解法に到達し、ブリング–ジェラード標準形 {\displaystyle x^{5}-x+a=0} に対する解を求めた（既にみたように一般の五次方程式は、チルンハウス変換でこの標準形に帰着できる）。エルミートは三次方程式における三角函数の役割を、ブリング–ジェラード標準形の方程式において果たすのが楕円函数であることを観察したのである。
このような取り扱いは、冪根を一般化する過程とみることもできる。冪根が {\textstyle {\sqrt[{n}]{x}}=\exp \left({{\frac {1}{n}}\ln x}\right)} あるいはもっと明確に {\displaystyle {\sqrt[{n}]{x}}=\exp \left({\frac {1}{n}}\int _{1}^{x}{\frac {dt}{t}}\right)} と表せることに注意すると、エルミート–クロネッカー–ブリオッシの方法は、本質的にはこの式に現れる指数函数 exp を楕円モジュラー函数で、同じく積分{\textstyle \int _{1}^{x}{\frac {dt}{t}}} を楕円積分で、それぞれ置き換えるものである。クロネッカーはこの一般化すら任意の高次方程式に適用できる一般定理の特別の場合に過ぎないものと考えていた。そのような一般定理はトマエの公式と呼ばれ、完全な記述は1984年に梅村浩によって与えられた。それは、上記の式の exp（あるいは楕円モジュラー函数）のところをジーゲル・モジュラー形式 で、積分のところを超楕円積分で、それぞれ置き換えるものになっている。